# Planície de Derzena
A planície de Derzena (em armênio: Դերջանի դաշտ; romaniz.: Derǰani dašt) é uma planície da província de Erzurum, na Turquia, no curso superior do Eufrates. Grosso modo, compreende os antigos distritos (gavares) de Derzena e parte de Mananália, na província da Alta Armênia do Reino da Armênia. Se estende entre as planícies de Erzurum e Erzinjane, em ambas as margens do Eufrates e no vale do tributário esquerdo Tuzla. Tem cerca de 90 quilômetros de comprimento, 35–40 quilômetros de largura e 1 400–1 700 metros de altura. Sua superfície é coberta por sedimentos de rios e lagos. Seu clima é temperado, com precipitação anual de 600-700 milímetros. Sua vegetação é composta por prados de montanha.  Tem muitas fontes frias, fontes termais, camadas de carvão e algumas reservas de petróleo.